# Мистиславово јевнђеље
Мистиславово јеванђеље је апракос јеванђеље настало најкасније 1117. године у Новгороду по наруџбини новгородског кнеза Мистислава (од 1125. године – великог кнеза кијевског) за Благовештенску цркву у Градишту (према другој верзији, за саборни храм Светог Георгија манастира Светог Георгија). Рукопис је један од најстаријих руских Јеванђеља-апракоса (тј. Јеванђеља подељеног према литургијским читањима).
Опис и историјат Јеванђеље је написано у повељи, обим књиге је 213 листова, украшен са четири минијатуре које приказују јеванђелисте, ту су и бројни скринсејвери. Рукописне минијатуре су преписане из Остромировог јеванђеља. Према напомени на крају текста, писар је био Алексије, син игумана Видубецког манастира у Кијеву Лазара, а аутор минијатура златописац Жаден.
Поставши кијевским кнезом, Мстислав је у Цариграду наручио драгоцено Јеванђеље, које није сачувано (на листу 213 налази се запис о Наславу из 12. века, који је књигу однео у Византију, и вратио се у Кијев 20. августа неутврђене године).
По наређењу Ивана Грозног 1551. године, Јеванђеље је обновљено у Новгороду и за њега је створен нови драгоцени свитак. На сребрној позлаћеној дасци постављен је сребрни филигран на коме су биле филигранске минијатуре (укључујући византијско дело из 10. века – 13 минијатура и из 11. века – 5; дела руских мајстора – 6 минијатура из 12. века, укључујући централну са ликом Исуса Христа). На филиграну је постављено шест великих перли, а ивица рама је украшена бордуром од ситних перли. Током ове обнове, према Јевгенију Брјагину, обновљена су лица јеванђелиста.
Након стварања нове књиге, Јеванђеље је постављено у Архангелску катедралу Московског Кремља, а 1893. године завршило је у збирци Синодалне сакристије. Године 1917. књига је пребачена у Синодалну збирку Државног историјског музеја.
Мстиславово јеванђеље, иако репродукује слично дело Остромировског јеванђеља, недостаје његова фокусираност на симболичке детаље. Притом су грађене сликовитије, мада асиметрично (нема строгости архитектонског уоквиривања фигура). 

Државни историјски музеј је 2006. године, поводом 900 година од настанка Мстиславовог јеванђеља, објавио факсимилно издање споменика у једном примерку. Рад на објављивању споменика је дуго трајао. Књига је објављена са благословом Патријарха Алексија II. 
- Корице Јеванђеља
- Јеванђелист Матеј
- Јеванђелист Марко
- Јеванђелист Лука
- Јеванђелист Јован